# Sällskapssjuk (песня)
Sällskapssjuk (приблиз. со швед. — «Тот, кому плохо без компании») — песня шведского поп-рок музыканта и исполнителя Пера Гессле, выпущенная в качестве второго сингла из его одиннадцатого сольного студийного альбома дуэтов Sällskapssjuk. Эту песню Гессле исполнил дуэтом с известной шведской певицей Леной Филипссон.
В день выхода сингла Пер Гессле объявил, что группа Roxette отправляется в мировой гастрольный тур «Roxette In Concert» (стартует в ЮАР в феврале 2025 года). Место покойной Мари Фредрикссон на сцене займет Лена Филипссон, которая приняла участие в записи данной песни — при этом Гессле подчёркивает, что приглашение Филипссон в партнёры по сцене не означает «создание нового дуэта».

## История
Пер Гессле решил выпустить новый сольный студийный альбом, при этом основной идеей проекта стала исполнение и запись песен дуэтом с другими известными шведскими музыкантами. Гессле заявил, что Мари Фредрикссон, которая скончалась в декабре 2019 года, дополняла его в составе дуэта Roxette. С её уходом, он решил экспериментировать с другими музыкантами в надежде, что они смогут «дополнить» его творчество и привнести в запись что-то своё.
Так, первый сингл из предстоящего альбома Sällskapssjuk на песню «Beredd» (дуэт с Молли Хаммар) был выпущен в феврале 2024 года. Для второго сингла Гессле пригласил к сотрудничеству известную и популярную в Швеции певицу Лену Филипссон.
Гессле уже сотрудничал с Филипссон ранее — так, в 1980-х он написал для неё песню «Kärleken är evig», с которой она заняла второе место на национальном конкурсе «Melodifestivalen». После этого Филипссон записала насколько каверов на песни Roxette, например, «Never Is a Long Time». Песня была записана в её сольном альбоме Talking in Your Sleep (1988).
Автором музыки и текста песни «Sällskapssjuk» является Пер Гессле. Песня публикуется компанией «Jimmy Fun Music». Песня была записана на студии «Tits & Ass» в Хальмстаде в декабре 2022 года, январе и апреле 2023 года, а также на студии «Lost Boy Studios» в Умео в январе и феврале 2023 года.
Фотографию для обложки сингла создал шведский фотохудожник Фредрик Этоалль.

## Музыканты
- Пер Гессле: акустическая гитара, клавишные, вокал
- Лена Филипссон: вокал
- Андреас Бробергер: электрогитара, клавишные, программинг
- Антон Экштрём: клавишные, программинг
- Ула Густафссон: электрогитара
- Фредрик «Йикен» Юханссон: бас-гитара, лэп-стил-гитара
- Хелена Юсефссон: бэк-вокал

### Технический персонал
- Продюсеры: Пер Гессле, Андреас Бробергер и Антон Экштрём
- Инженеры звукозаписи: Матс МП Перссон (студия «Tits & Ass»), а также Андреас Бробергер и Антон Экштрём (оба на студии «Lost Boy Studios»)
- Микширование: Матс МП Перссон и Пер Гессле на студии «Tits & Ass» в апреле 2023 года

## Видеоклип
На заглавную композицию сингла был снят видеоклип, который вышел на следующий день после выхода сингла. Режиссёр клипа — Ebba Gustafsson Ågren, оператор и производство — Фредрик Этоалль.

## Би-сайд
Би-сайдом к синглу стала песня «Hjärta av glas» (со швед. — «Стеклянное сердце»), которую Гессле исполняет один. Эта песня не вошла в будущий альбом и доступна только в качестве би-сайда к синглу на песню «Sällskapssjuk». Так как заглавную композицию Гессле исполняет дуэтом с Леной Филипссон, для сингла была создана обложка, где музыканты изображены вместе. При этом, сингл распространяется также и в цифровом виде и доступен для покупки, скачивания и стриминга через интернет — так как песню поют два исполнителя сингл в равной степени отображается на страницах Гессле и Филипссон. Чтобы избежать путаницы с би-сайдом, который Гессле поёт один, для него была создана отдельная цифровая обложка. Фотографию для неё создала супруга музыканта, Оса Гессле.
Автором музыки и текста этой песни также является Пер Гессле. Известно как минимум две демоверсии этой песни:
- Hjärta av glas (T&A Demo) (2:59) от 6 января 1986 года — вышла в «The Per Gessle Archives — Demos & Other Fun Stuff!, Vol. 3» (2014)[8]
- Hjärta av glas (T&A Demo) (3:00) от 2 апреля 2006 года — вышла в «The Per Gessle Archives — Demos & Other Fun Stuff!, Vol. 1» (2014)[9]

Песня была записана на студии «Tits & Ass» в Хальмстаде в ноябре 2022 года и на студии «Sweetspot» в хальмстадском пригороде Харплинье (Harplinge) в декабре 2022 и феврале 2023 года. Продолжительность «студийной» версии песни 3 мин 28 сек.

### Музыканты и технический персонал
- Пер Гессле: акустическая гитара, электрогитара, орган Хаммонда, меллотрон, орган, рояль, фисгармония, Wurlitzer electronic piano[англ.], вокал
- Магнус Хельгессон: ударные, перкуссия
- Фредрик «Йикен» Юханссон: бас-гитара, лэп-стил-гитара
- Хелена Юсефссон: бэк-вокал
- Матс МП Перссон: электрогитара, двенадцатиструнная гитара
- Малин-Мю Валл: бэк-вокал
- Инженеры звукозаписи: Матс МП Перссон (студия «Tits & Ass») и Стафан Карлссон (студия «Sweetspot»)
- Микширование: Матс МП Перссон и Пер Гессле на студии «Tits & Ass» в марте 2023 года

## Отзывы критиков
- Шведский журналист Матс Олссон (швед. Mats Olsson), обозреватель таблоида «Expressen» отмечает, что не знает, выпускает ли кто-то еще музыкальные хиты. Но в случае, если выпускает, то «песня Пера Гессле и Лены Филипссон несомненно должна получить звание „хит года“»[10].
- Шведский музыкальный портал «Popmuzik» называет заглавную песню сингла «летним невинным гимном любви»[2].